# Gol Māvarān
Gol Māvarān (persiska: گل ماوران) är en ort i Iran.   Den ligger i provinsen Västazarbaijan, i den nordvästra delen av landet, 600 km väster om huvudstaden Teheran. Gol Māvarān ligger 1 649 meter över havet och antalet invånare är 151.
Terrängen runt Gol Māvarān är huvudsakligen kuperad. Gol Māvarān ligger nere i en dal som går i nord-sydlig riktning.Runt Gol Māvarān är det ganska tätbefolkat, med 108 invånare per kvadratkilometer. Närmaste större samhälle är Seh Kānī, 2,3 km söder om Gol Māvarān. Trakten runt Gol Māvarān består i huvudsak av gräsmarker.